# Валентиновка (платформа)
Валенти́новка — остановочный пункт хордовой линии Мытищи — Фрязево Ярославского направления Московской железной дороги. Расположена в городе Королёве Московской области.
Не оборудована турникетами.
Время движения от Ярославского вокзала — около 50 минут, от станции Фрязево — около 1 часа 10 минут. Ближайшая остановка общественного транспорта — Платформа Валентиновка (20 м).

## История

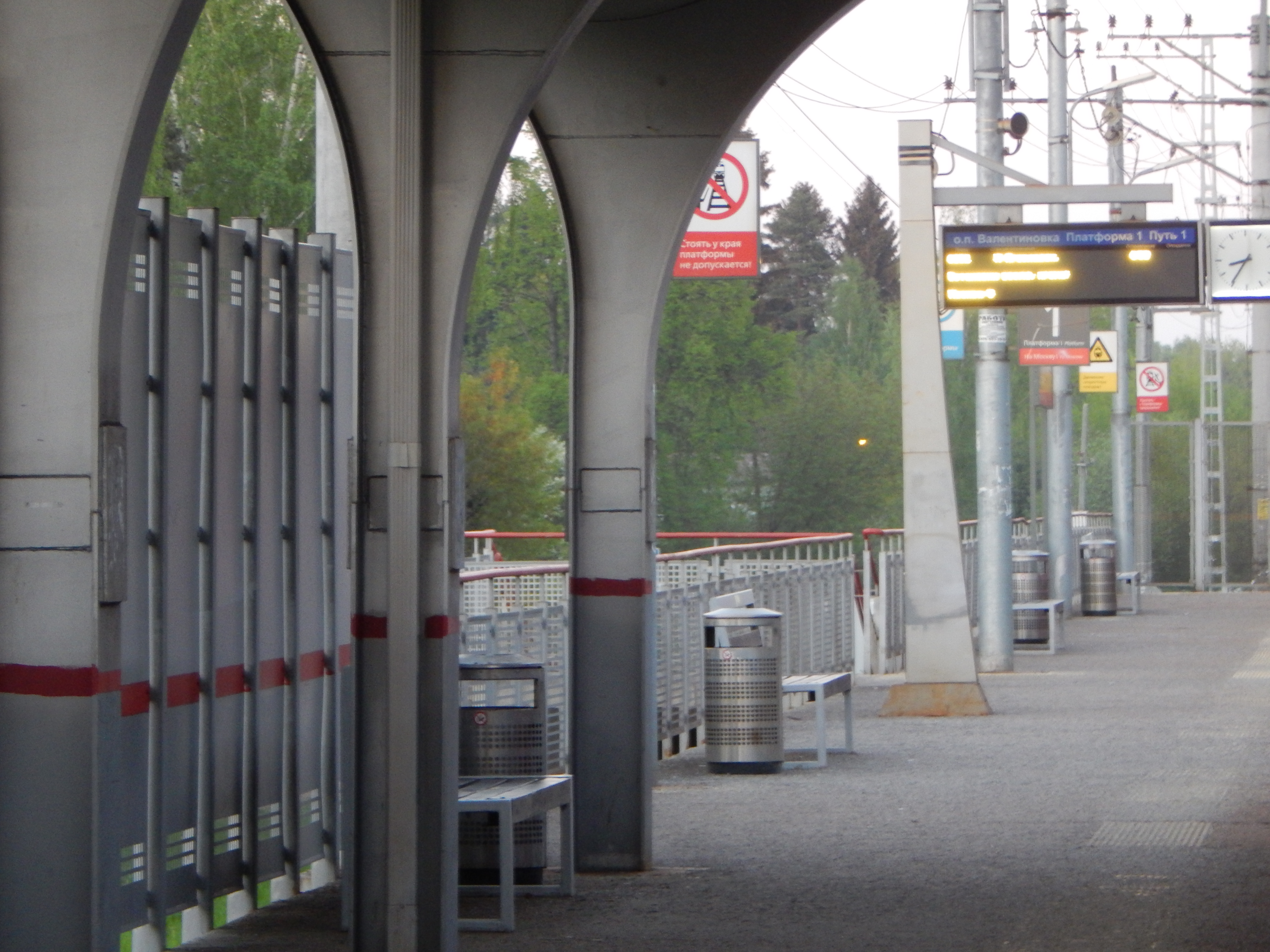
Платформа после ремонта (2021)

Остановочный пункт открыт в 1930 году и назван по посёлку Валентиновка, который в настоящее время включён в состав г. Королёв. Платформа построена на месте пересечения железнодорожных путей и дороги, соединявшей деревни Бурково и Власово. Название станции связано с землевладельцами начала застройки, что обычно для дачных посёлков. Более подробная информация см. Валентиновка (Королёв).
В 2018 году на станции была проведена генеральная реконструкция: были заменены платформы, здания, оснащение.

## Транспорт
Маршрутка:
- 8 (пл. Валентиновка — ст. Болшево — ст. Подлипки)